# Aktion zur politischen Erneuerung
Die Aktion zur politischen Erneuerung war eine rechtskonservative Organisation in Österreich, die von 1951 bis 1956 Bestand hatte und mit dem VdU kooperierte.

## Gründung
Am 14. Juli 1951 schied der Nationalratsabgeordnete Ernst Strachwitz aus dem Klub der ÖVP aus, nachdem er durch seine Unterstützung des unabhängigen Kandidaten für die Bundespräsidentenwahl 1951, Burghard Breitner, innerparteilich in die Kritik geraten war. Strachwitz war zuvor Vorsitzender der Jungen Front, einer Vereinigung, die deutschnationale Wählerschichten und Kriegsheimkehrer für die Volkspartei gewinnen sollte; Strachwitz hatte eng mit Alfons Gorbach zusammengearbeitet, dessen Versöhnungsstrategie deutlich auf ehemalige Nationalsozialisten abzielte. Führend in der Jungen Front tätig waren unter anderem auch Willfried Gredler und Hans Steinacher. 
Im Oktober des gleichen Jahres gründeten ehemalige Funktionäre der Jungen Front die Aktion zur politischen Erneuerung, die rasch in Kooperationsverhandlungen mit dem VdU eintrat, dessen nationalliberale Grundhaltung man weitgehend teilte. In der „Aktion“ waren ehemalige Offiziere und Adelige überdurchschnittlich stark vertreten, es ging das Spottwort von der „Partei der Obersten und Grafen“ um. Zur Führungsmannschaft der „Aktion“ gehörte etwa der spätere Generalsekretär der Industriellenvereinigung Kunata Kottulinsky. Der Vorsitzende des VdU, Herbert Kraus, erhoffte sich von einer Fusion mit der „Aktion“ eine Stärkung des liberalen Flügels seiner Partei sowie einen Zugang zu kompetenten Führungspersönlichkeiten. Jedoch gab es starke innerparteiliche Vorbehalte gegenüber der „Aktion“: man hielt sie für eine zahlenmäßig unbedeutende Gruppierung, der man überdies  legitimistisches Gedankengut zuschrieb. Auch der exklusive soziale Hintergrund der führenden Mitglieder wurde vom Arbeitnehmerflügel des VdU kritisiert.

## Niedergang
Bei der Nationalratswahl 1953 kandidierten VdU und Aktion gemeinsam als Wahlpartei der Unabhängigen, zwei der insgesamt 16 gewonnenen Mandate gingen an die Vertreter der „Aktion“, Gredler und Max Herzele. Das Wahlergebnis war insgesamt jedoch enttäuschend, der Niedergang des VdU folgte. Das Scheitern der Fusion zwischen beiden Organisationen führte am 26. Oktober 1952 zum Rücktritt von Kraus als VdU-Vorsitzender. 1954 scheiterten erneute Einigungsgespräche zwischen  Strachwitz und Vertretern von VdU sowie der Kleinpartei Freiheitliche Sammlung Österreichs. Die „Aktion“ bestand noch bis zum 1. Juni 1956. Die meisten Funktionäre und Mitglieder wandten sich schließlich der FPÖ zu oder zogen sich ganz aus dem politischen Leben zurück.